# Sami Tamminen
Sami Tamminen (ur. 19 lipca 1997 w Valkeala) – fiński hokeista.

## Kariera
- KooKoo U16 (2011-2013)
- KooKoo U18 (2012-2015)
- KooKoo U20 (2013-2018)
- KooKoo (2014-2018)
  -  KeuPa HT (2017)
- KOOVEE (2018-2019)
- Hokki (2019-2020)
- Visby/Roma HK (2020-2021)
- STS Sanok (2021-2023)
- Gyergyói HK (2023-)

Wychowanek klubu ValKi w rodzinnym mieście. Grał w jego drużynach juniorskich klubu KooKoo oraz w zespole seniorskich w lidze Mestis. W grudniu 2018 został wypożyczony do KOOVEE, a we wrześniu 2019 do Hokki. W sierpniu 2020 przeszedł do szwedzkiego zespołu Visby/Roma z ligi Hockeyettan. W maju 2021 został zaangażowany przez STS Sanok w rozgrywkach Polskiej Hokej Ligi. Przed sezonem 2023/2024 po raz drugi wybrany kapitanem zespołu. Na początku grudnia 2023 odszedł z sanockiego klubu i wkrótce potem został zaangażowany w zespole Gyergyói HK z siedzibą w Rumunii.
Występował w reprezentacjach juniorów Finlandii do lat 17, do lat 18.

## Sukcesy
Klubowe
- Srebrny medal Mestis: 2015 z KooKoo